# عجهوم
العُجْهُوم أو أبو مقص أو أبو جلم (الاسم العلمي: Rynchopidae) هي فصيلة من الطيور التي تشبه خطاف البحر تنتمي إلى رتبة الزقزاقيات وطيور النورس وطيور الأوك، وتتكون هذه الفصيلة من ثلاثة أنواع توجد في جنوب آسيا، وأفريقيا والأمريكتين.
وتعد هذه الأنواع الثلاثة هي الطيور الوحيدة التي يوجد لديها مناقير غير مستوية مميزة يكون الفك السفلي بها أطول من الفك العلوي. ويعمل هذا الوضع اللافت للنظر على السماح لهذه الطيور باصطياد الأسماك بطريقة فريدة إلى جانب التحليق على ارتفاع منخفض وبسرعة شديدة فوق الجداول المائية. ويعمل فكها السفلي على القشد أو الغوص فوق سطح الماء بحيث يكون على أهبة الاستعداد لخطف وعض أية سمكة صغيرة غير قادرة على الرؤية بوضوح. وفي بعض الأحيان تكون طيور أبو مقص ضمن فصيلة أبو مقص الإفريقي المسماة بطيور النورس بيد أنها تنفصل عنها من حيث معاملات أخرى تعتبرها إحدى الفئات الشقيقة لفئة خطاف البحر. ويتمتع طائر أبو مقص الإفريقي الأسود بأحد أشكال التطور الأخرى حيث يعتبر النوع الوحيد من الطيور الذي يعرف بأنه يمتلك بؤبؤ عين يأخذ شكل شق طولي. وتجدر الإشارة إلى أن مناقير هذه الطيور توجد في إطار مجال رؤية العينين مما يمكنها من توجيه منقارها بعناية فائقة والإمساك بالفريسة. كما تتسم هذه الطيور بالرشاقة في الطيران كما تتجمع في أسراب كبيرة بطول الأنهار وعلى ضفاف الرمال الساحلية.
وتعد من الأنواع الاستوائية وشبه الاستوائية التي تضع من 3 إلى 6 بيضات على الشواطئ الرملية. وتتولى الأنثى حضانة البيض حتى يفقس. ونظرًا للطبيعة المقيدة لتعشيش هذه الأنواع من الطيور، فإن أنواعها الثلاثة تكون عرضة للخطر في أماكن التعشيش الخاصة بها. ولقد تمت دراسة أحد أنواع هذه الطيور والمسمى بطائر أبو مقص الهندي [الإنجليزية] من الأنواع المعرضة للخطر من قبل الاتحاد الدولي للحفاظ على الطبيعة (IUCN) وذلك نظرًا لطبيعتها سالفة الذكر بالإضافة إلى تدمير وتدهور البحيرات والأنهار التي تعتمد عليها هذه الطيور في غذائها.
وتجدر الإشارة إلى أن اسم الجنس رينتشوبس (Rynchops) تتم كتابته بالخطأ Rhynchops (كما في بعض الإصدارات الأخيرة من أعمال كارلوس لينيوس) على الرغم من أن الإصدار الأول يعد صحيحًا من الناحية اللغوية التصنيفية حيث يعد التهجئة الأصلية للينيوس.

## أنواع
أنواع هذا الجنس:
- كود سباركل
- تحديث القائمة

أبو مقص إفريقي 
اسم علمي: Rynchops flavirostris

أبو مقص أسود 
اسم علمي: Rynchops niger

## وصلات خارجية
- Skimmer videos on the Internet Bird Collection